# 高格庄镇
高格庄镇，是中华人民共和国山東省烟台市莱阳市下辖的一个乡镇级行政单位。

## 行政区划
高格庄镇下辖以下地区：
北高格庄村、胡城村、宅科村、冢子村、湾头村、西曲坊村、东曲坊村、东薛村、西薛村、大薛村、东高格庄村、南高格庄村、南庄子村、夼里村、金岭村、西鲍村、河北鲍村、三家鲍村、柳行鲍村、张家鲍村、乔家鲍村、邱家鲍村、前孙家鲍村、后孙家鲍村、大泊子村、小泊子村、龙湾泊村、东大策村、西大策村和前大策村。

## 人口
2010年中国第六次人口普查时，高格庄镇共有人口29922人。共有家庭10191户，平均每户2.92人。14岁以下的少年儿童共3431人，占总人口11.46%；15-64岁人口共22582人，占总人口75.46%；65岁及以上的老年人共3909人，占总人口的13.06%。男性共计15297人，占总人口51.12%；女性共计14625，占总人口48.87%。本地居住的人口中，拥有本地户籍的人口为29390人，占98.22%。